# CuteFTP
CuteFTP — условно бесплатный FTP-клиент для Microsoft Windows и Mac OS X, позволяющий безопасно и надёжно обмениваться файлами между локальным компьютером и серверами в Интернете.

## Описание
Первая версия была написана канадским программистом Алексом Кунадзе, но спустя некоторое время была приобретёна американской компанией «GlobalSCAPE» находящейся в городе Сан-Антонио, которая в свою очередь является дочерней компанией American Telesource Incorporated (ATSI).
CuteFTP используется для передачи файлов между компьютерами и серверами по протоколам FTP, FTPS, HTTP, HTTPS и SSH. Обладает богатыми функциональными возможностями, а также гибкостью в настройках.
Утилита имеет дружественный интерфейс и встроенный мастер, которые помогают без проблем разобраться даже начинающим пользователям с программой, оснащена встроенным HTML-редактором, поддерживает докачку ранее прерванных загрузок, закладки, скрипты и макросы, работу с группами файлов и с несколькими удалёнными узлами одновременно и многое другое.
Утилита распространяется в трёх редакциях, CuteFTP Lite, CuteFTP Home и CuteFTP Pro.

## Возможности
- Поддержка протоколов FTP, FTPS, HTTP, HTTPS и SSH.
- OpenPGP шифрование, одноразовый пароль аутентификации и менеджер паролей.
- Расписание (автоматическая закачка файлов в установленное время).
- Надёжная и безопасная работа с несколькими удалёнными узлами в одно время.
- Безопасное резервное копирование или синхронизация сайтов.
- Экономия времени и сил благодаря поддержке скриптов и макросов.
- Подкастинг.
- Многофункциональная настройка и работа с прокси.
- Поддержка форматов сжатия данных (zip, cab, gzip/tar), для упаковки файлов перед загрузкой на сервер.
- Копирование файлов с одного FTP-сервера на другой.
- Мониторинг локальных папок.
- Создание резервной копии данных, размещённых на FTP.

## Предупреждение
По умолчанию в инсталляционный пакет CuteFTP включена установка панели инструментов Google Toolbar, её установка опциональна и не является принудительной.